# Trójprzymierze

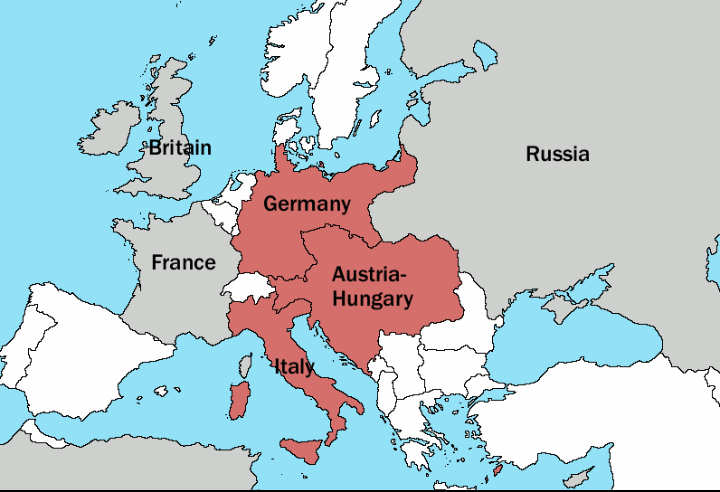
Trójprzymierze w 1913

Trójprzymierze (niem. Dreibund, wł. Triplice alleanza) – tajny obronny układ pomiędzy trzema państwami europejskimi: Cesarstwem Niemieckim, Królestwem Włoch (do 3 maja 1915) i Austro-Węgrami, zawiązany 20 maja 1882 w Wiedniu. Trójprzymierze było odnawiane w 1887, 1891, 1902 i 1912. Trójprzymierze rozpadło się w 1915 w czasie I wojny światowej, po przystąpieniu przez Włochy do działań wojennych przeciwko Austro-Węgrom.
Trójprzymierze było rozwinięciem tajnego Dwuprzymierza z 1879, czyli sojuszu Niemiec i Austro-Węgier. Sojusz ten miał chronić oba państwa przed napaścią ze strony Rosji. Jednak skierowanie go przeciw Rosji – niezgodnie z myślą polityczną niemieckiego kanclerza Ottona von Bismarcka – spowodowało w 1892 jej sojusz z Francją (sojusz francusko-rosyjski) i sprawiło, że Niemcy znalazły się pomiędzy dwoma nieprzyjaznymi im państwami.

## Historia

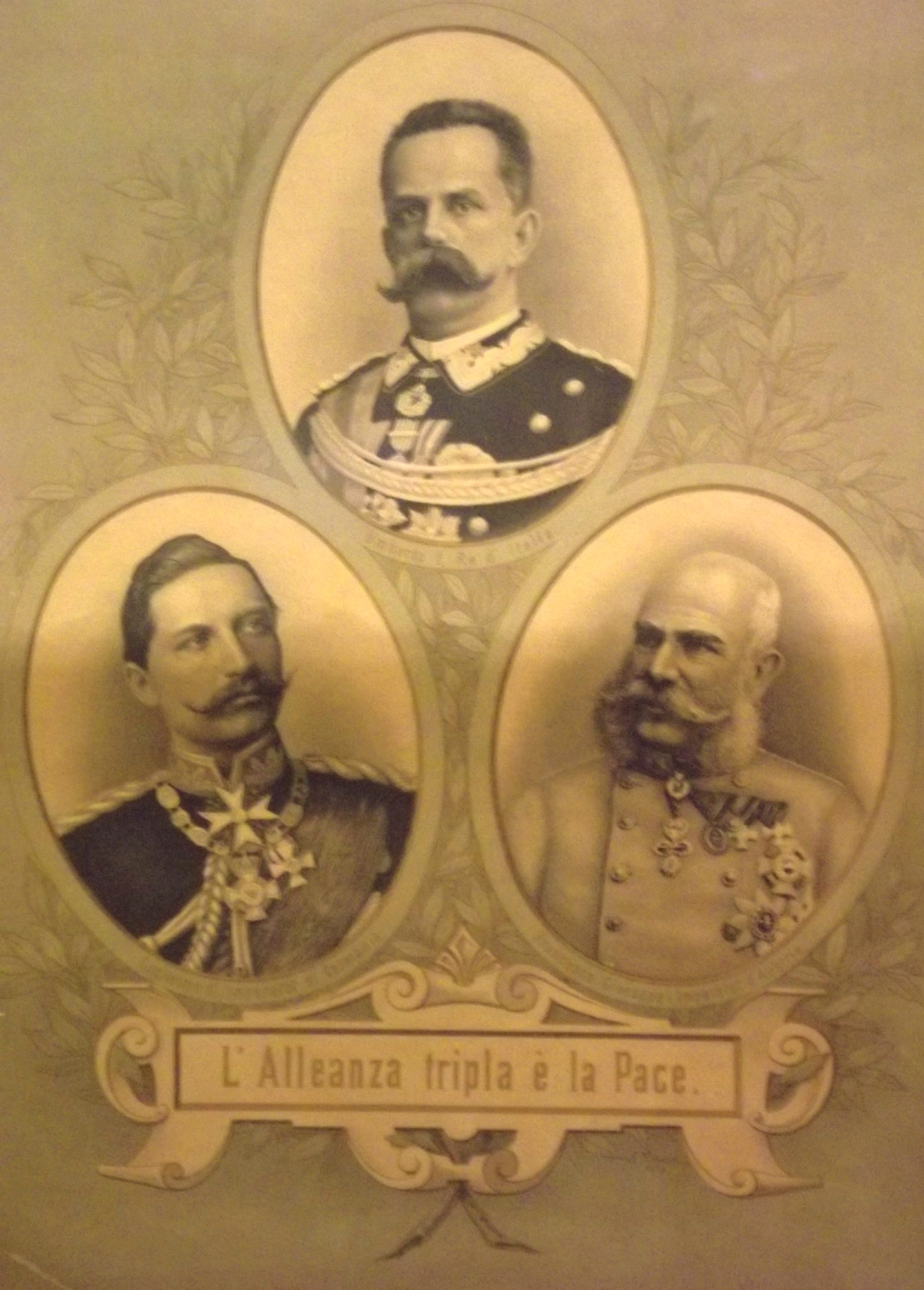
Monarchowie, głowy trzech państw zawiązujących w 1882 trójprzymierze

Bismarck wiedział, że mocarstwowa Francja – odwieczny wróg Niemiec – nie ustąpi, dopóki nie zemści się za klęskę, której doznała w wojnie francusko-pruskiej (1870-1871). Z upływem czasu niemiecki cesarz Wilhelm II Hohenzollern uznał, że pozostawanie Niemiec w sojuszu jednocześnie z Rosją (Sojusz Trzech Cesarzy i tajny traktat reasekuracyjny z 1887) oraz Austro-Węgrami nie przynosiło wymiernych korzyści politycznych, ponieważ Rosja i Austro-Węgry tkwiły w chronicznym konflikcie o Bałkany. Niemcy dokonały wyboru na rzecz Austro-Węgier. Choć związek republikańskiej Francji z autokratyczną Rosją wydawał się niemożliwy, jednak dokonał się. Niemcy usiłowały znaleźć równowagę na drugiej granicy i wciągnęły do sojuszu Włochy, które miały zatargi z Francją w Afryce Północnej (Tunezja). Włochy zastrzegły jednak, że sojusz ich nie obowiązuje w przypadku wojny z Wielką Brytanią. Co prawda Włochy miały zatargi również z Austrią, jednak potrzebowały wsparcia finansowego i politycznego dla ustabilizowania państwa. To właśnie z Austrią Włochy toczyły największe boje o niepodległość. Król Włoch Humbert I uważał Habsburgów za przeciwników zjednoczonych Włoch. Trójprzymierze zobowiązało Niemcy i Austro-Węgry do udzielenia Włochom pomocy w przypadku – mało prawdopodobnej – agresji ze strony Francji. Włochy miały pomóc Austro-Węgrom, gdyby zostały zaatakowane przez dwa lub więcej mocarstw. Włochy miały również wspierać Niemcy w przypadku zagrożenia inwazją Francji. Mimo wszystko Włochy miały więcej wspólnego z demokratycznymi Francją oraz Wielką Brytanią i skrycie zaczęły się z nimi porozumiewać. W 1902 król Włoch Wiktor Emanuel III podpisał tajne porozumienie z Francją. Oba kraje przyrzekły sobie neutralność, co było drastycznym pogwałceniem postanowień trójprzymierza. W 1909 Włochy podpisały układ z Rosją, na mocy którego oba kraje zobowiązały się do koordynowania swoich poczynań na Bałkanach.

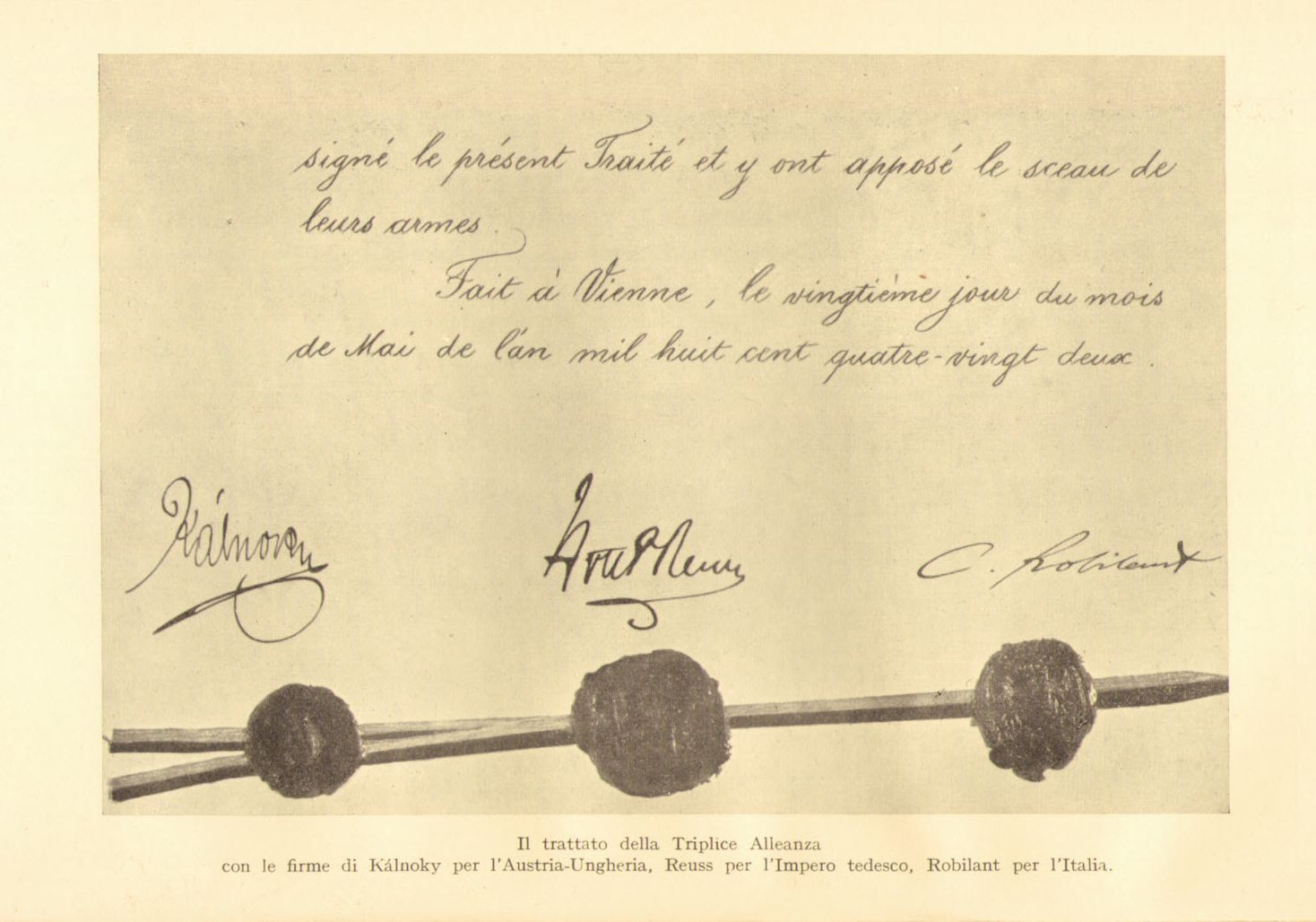
Podpisy pod układem

Włochy i Francja wkrótce podzieliły się wpływami w Afryce i dla Włoch sojusz z Austro-Węgrami zaczął być kłopotliwy. Włochy miały wiele spraw spornych z Austrią (chodziło głównie o rejon Trydentu należący do imperium habsburskiego, zamieszkany w większości przez Włochów). Austro-Węgry również podejrzliwie patrzyły na zachodniego sojusznika. Mimo tego po 30 latach (w 1912) traktat został odnowiony. Później przystąpiła do niego również Bułgaria.
Zawarte trójprzymierze doprowadziło do udzielenia niemieckiego poparcia Austro-Węgrom w zbrojnym konflikcie z Królestwem Serbii, który nastąpił po zamachu w Sarajewie w czerwcu 1914. Gdy wybuchła I wojna światowa, Niemcy i Austro-Węgry stanęły po jednej stronie. Włochy ogłosiły neutralność uznając, że ponieważ w wojnie przeciw Niemcom udział wzięła Wielka Brytania oraz że Niemcy wypowiedziały wojnę Francji, to Włoch nie obowiązuje casus foederis. Premier Antonio Salandra nazwał to świętym egoizmem (wł. sacro egoismo). Wkrótce (w 1915) państwa Ententy uzyskały wystąpienie tego kraju z koalicji, obiecując terytoria pogranicza Austro-Węgier (Irredenta), i Włochy wypowiedziały wojnę niedawnym sojusznikom.
Po odejściu Włoch termin „trójprzymierze” oznaczał nieraz Niemcy, Austro-Węgry i Turcję, która podpisała sojusz z Niemcami 2 sierpnia 1914. Po przystąpieniu do wojny również Bułgarii oficjalnie państwa centralne nazywano „poczwórnym przymierzem”.

## Ewolucja trójprzymierza i trójporozumienia
- 8 kwietnia 1904 – porozumienie francusko-brytyjskie (entente cordiale).
- 31 sierpnia 1907 – porozumienie rosyjsko-angielskie.
- 5 października 1908 – cesarz Franciszek Józef I ogłosił aneksję Bośni i Hercegowiny, Rosja uznała to 22 marca 1909.
- 24 października 1909 – w Racconigi car Mikołaj II i król Wiktor Emanuel III (Włochy) podpisali tajny układ, dotyczący zachowania status quo na Bałkanach, a gdyby doszło do niepożądanych wydarzeń powinny domagać się zasady narodowościowej z wyłączeniem obcego panowania.
- 6 listopada 1912 – Rosja i Francja podpisały konwencję morską uzgadniającą działania obu flot w przypadku wojny.
- 2 sierpnia 1914 – układ sojuszniczy Niemiec i Turcji (Stambuł).
- 1 października 1914 – mimo iż od początku wojny Rumunia zajmowała postawę neutralną, zawarła układ z Rosją, w którym otrzymała zapewnienie poparcia przyłączenia ziem Austro-Węgier zamieszkanych przez ludność rumuńską.
- 2 listopada 1914 – Rosja wypowiedziała wojnę Turcji.
- 5-6 listopada 1914 – Wielka Brytania i Francja wypowiedziały wojnę Turcji.
- 26 kwietnia 1915 – zawarty został traktat londyński, tajny układ między Włochami a Rosją, Francją i Wielką Brytanią, w którym zobowiązały się one, że przystąpią do wojny po stronie Ententy w ciągu miesiąca.
- 3 maja 1915 – rząd włoski zerwał traktat trójprzymierza[10].